# Тесна улица (Земун)
| Улица Тесна | Улица Тесна |
| ----------- | ----------- |
|             |             |
| Општина     | Земун       |
| Почетак     | Гардошка    |
| Дужина      | 14 m        |
| Ширина      | 4 m         |
|             |             |
|             |             |
|             |             |

Улица Тесна дуга само 14 метара, најкраћа је улица у Земуну, и друга, по дужини, од шест најкраћих саобраћајница у Београду дугих од 14 до 26 метара, у којима саобраћај не функционише. Колико је кратка чак је и сенка Миленијумске куле на Гардошу, када је Сунце на Западу, која се поносно надвија над њом, дужа од овог кварта.  Налази се у насељу Гардош на лесној заравни или брду Гардош изнад старог дела Земуна.  

## Положај и пространство
Улица се налази на обронцима лесне падине брда Гардош, изнад десне обале Дунава у севером делу централног језгра Земуна,  у насељу „Гардош”, у Општини Земун, северозападно од Гардошке улице на надморској висини од око 70 метра, надомак Николајевске цркве, Црква Светог Димитрија и Тврђава са Миленијумском кулом.
Почиње од Гардошке улица на југоистоку и у дужини од око 14 метра и у ширину од око 4 метра, пружа се ка северозападу све до ограде дворишта и степеништа кућа испод Миленијумске куле на брду Гардош, где се слепо завршава.

## Опште информације
Улица је настала у првој половини 20. века на локацији познатој као брдо Гардош, на лесном брегу изнад старог дела Земуна. Својевремено тај простор, био старо језгро Земуна, када је још у доба неолита, саграђено прво утврђено насеље пре више од 7.000 година, у исто време када су на десној обали Дунава стварана и друга нова насеља. Ленсна зараван на Гардошу, на коме је настала и Тесна улица за тадашње становнике била је идеално место за формирање будућег града, јер су природне препреке, узвишица и близина реке били одлични услови за одбрану од непријатеља.
Улица је са само две старе породичне куће и неугледним пролазом, без јасно одвојеног коловоза и тротоара, јер кроз њу не пролази саобраћај, поплочаним белим гранитним коцкама. На свом највишем крају улица се слепо завршава оградом дворишта једне од приватних кућа.